# Альперт, Шмуэль
Шмуэль Альперт (Хальперт, 5 февраля 1939, Румыния) — израильский политик, раввин, депутат Кнессета. Член Правления ЦК партии «Агудат Исраэль», член международного исполкома партии Агудат Исраэль.
Родился в Румынии. Внук раввина Мордехая из Надворной и раввина Исроэла Яакова из Хуста. В Израиль репатриировался в 1960 году. Окончил Вижницкий институт изучения Талмуда, имеет смиху раввина. Проживает в пригороде Тель-Авива — Бней-Браке. Женат. Имеет шесть детей. Владеет идишем, немецким и румынским языками. Являлся депутатом Кнессета шести созывов.